# (180643) Cardoen
(180643) Cardoen est un astéroïde de la ceinture principale.

## Description
(180643) Cardoen est un astéroïde de la ceinture principale. Il fut découvert le 14 avril 2004 à Vicques par Michel Ory. Il présente une orbite caractérisée par un demi-grand axe de 2,55 UA, une excentricité de 0,09 et une inclinaison de 9,1° par rapport à l'écliptique.

## Compléments